# 渡辺載綱
渡辺 載綱（わたなべ のりつな）は、江戸時代中期から後期にかけての紀州藩士。渡辺主水家5代当主。

## 略歴
宝暦6年（1756年）、紀州藩家老・渡辺親綱の次男として誕生した。安永5年（1777年）、部屋住の身で召し出され、御膳番格となり米30石、のち累進して大小姓頭となり300石に加増される。寛政元年（1789年）、父の死去により家督と知行3000石を相続する。
寛政7年（1795年）、御側御用人。寛政8年（1796年）、年寄の列に加えられ、月番加判となる。享和2年（1802年）、従五位下・主水正に叙任。文化元年（1804年）、藩士・戸田清郷の四男である主膳（登綱）を婿養子とする。文化7年（1810年）、熊野本宮大社造営の奉行を務める。文化9年（1812年）、隠居して家督を主膳（登綱）に譲る。
文化13年（1816年）7月17日死去。享年61。